# Rincão de Artigas

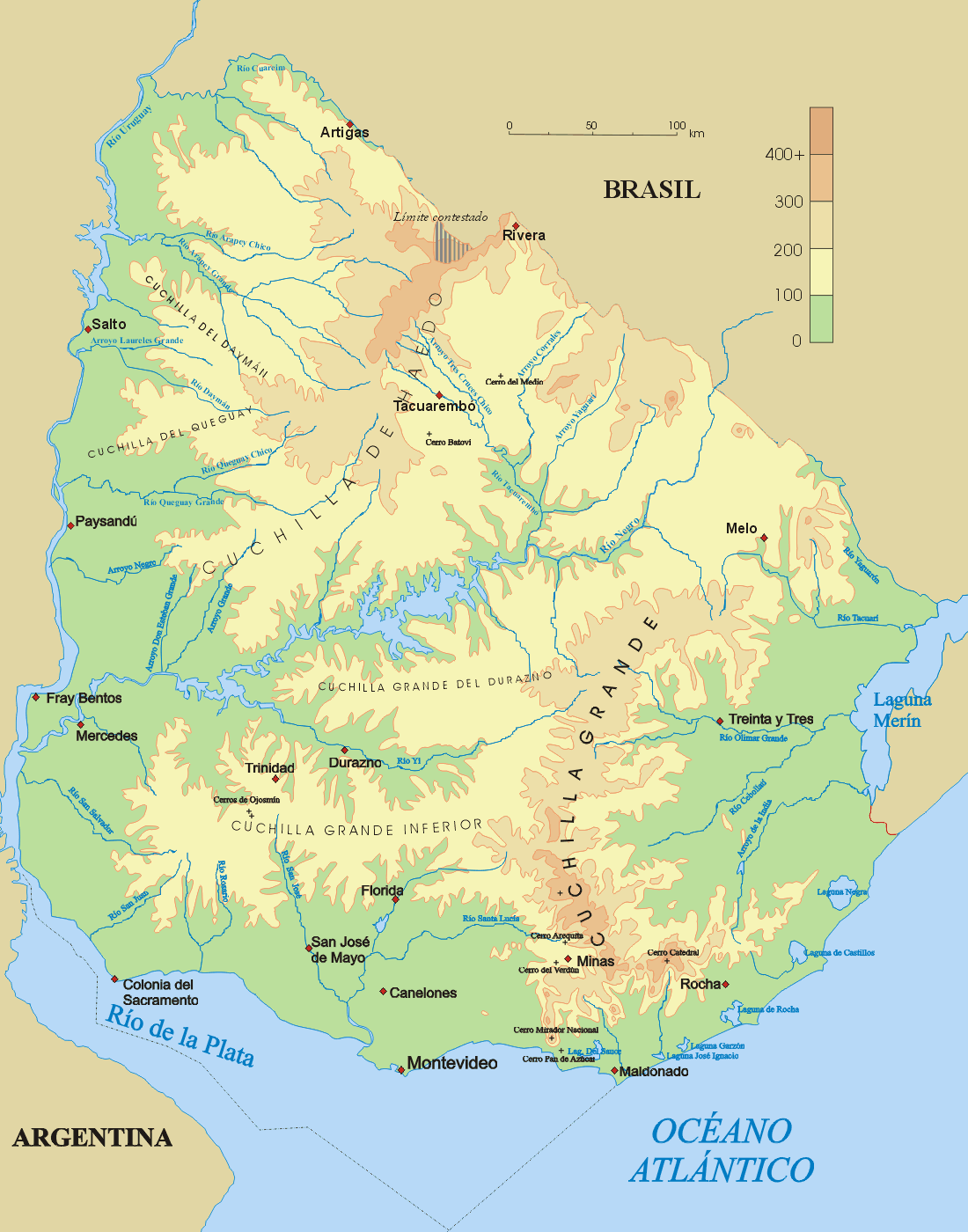
Mapa físico do Uruguai com o limite contestato hachurado ao norte.

O Rincão de Artigas (em espanhol: Rincón de Artigas) é um território de 237 km² localizado entre o norte do Uruguai e ao sul do Brasil, dentro do município de Sant'Ana do Livramento, estado do Rio Grande do Sul.
A República Oriental do Uruguai considera que, por um erro na demarcação do limite entre ambos os países em 1856, esse território passou a integrar território brasileiro em 1861. Desde 1934, o governo uruguaio solicita ao Brasil a revisão da demarcação fronteiriça neste ponto. Desde 1974, os mapas uruguaios indicam este território como "limite contestado" e consideram que pertence ao Departamento de Artigas.
Mediante notas de protesto ante o governo brasileiro, o Uruguai exige que seja revisada a posição para o "arroyo de la Invernada", que foi considerado limítrofe pelo tratado de 1851. O Brasil considera que o território lhe pertence legalmente e desconhece as reclamações uruguaias, considerando que não existe nenhum litígio pendente entre ambos, não aceitando realizar conversações a respeito.

## História da disputa
Em 1933, enquanto as obras de caracterização da fronteira estão sendo realizadas pela Comissão Mista criada em 1916, um militar uruguaio da comissão, o capitão Villa Seré, ao estudar a posição dos marcos, alcançou a conclusão de que o marco N ° 49 - tinha sido colocado erroneamente nas cabeceiras de uma corrente que não era a Invernada, sendo no território brasileiro 25 mil hectares que ele entendeu deve pertencer ao Departamento de Rivera no Uruguai. Para ele, o fluxo de Invernada mencionado no Tratado seria para ele o fluxo Moirones ou Moirões, que nasceu no quadro intermediário nº 941.
O geógrafo uruguaio Elzear S. Giuffra apoiou o que foi indicado por Villa Seré, realizando algumas conferências, obtendo isso em 10 de agosto de 1934, o governo uruguaio fez uma nota ao Governo do Brasil, solicitando ao ministro das Relações Exteriores José Arteaga "uma determinação científica do curso de água que no artigo 3 do Tratado (...) foi nomeado por Arroyo de la Invernada". Expressando a sua reserva da área entre os marcos N ° 941 e 49-I até que ambos os governos de comum acordo determinem a localização exacta de Arroyo la Invernada.
A nota foi respondida pelo Governo do Brasil em 26 de outubro, indicando que as tarefas de caracterização estavam sendo realizadas e não a demarcação do limite, o Brasil não admitiu qualquer tentativa de corrigi-la. Em 1937, 1938 e 1941, o Uruguai novamente pediu ao Brasil uma determinação científica sobre o assunto. Em 1974, o governo uruguaio estabeleceu por decreto que os mapas oficiais indicam como "limite restrito" a área de Rincón de Artigas entre o quadro intermediário N ° 941 e o quadro N ° 49.
A situação permaneceu inalterada até que se verificou que, na área reivindicada pelo Uruguai, havia sido criada uma vila, com autorização das autoridades brasileiras, chamada "Thomaz Albornoz" ou "Manuel Fialho". Em 1985 Uruguai protestou contra a construção da aldeia. Em 17 de agosto 1988, o governo uruguaio enviou novamente uma nota ao Governo do Brasil, que respondeu em 4 de dezembro de 1989, mantendo sua posição de não fazer inovações com respeito ao limite. Em 2025 o governo brasileiro cedeu partes do território a Eletrobras para a construção de um parque eólico, logo após isso o Ministério das Relações Exteriores do Uruguai enviou uma nota ao Itamaraty pedindo a reabertura da discussão sobre a posse do território.